# IX (...And You Will Know Us by the Trail of Dead)
IX è il nono album in studio del gruppo rock statunitense ...And You Will Know Us by the Trail of Dead, pubblicato nel 2014.

## Tracce
Edizione standard
1. The Doomsday Book - 3:32
2. Jaded Apostles - 4:05
3. A Million Random Digits - 3:08
4. The Lie Without a Liar - 3:22
5. The Ghost Within - 3:15
6. The Dragonfly Queen - 2:57
7. How to Avoid Huge Ships - 4:47
8. Bus Lines - 6:09
9. Lost in the Grand Scheme - 7:26
10. Like Summer Tempests Came His Tears - 3:42
11. Sound of the Silk - 5:18
12. Keep Warm Fire (bonus) - 2:27
13. Feelings and How to Destroy Them (bonus) - 3:30

CD bonus (Tao of the Dead Part III)
1. Tao of the Dead Part III - 19:27
  1. Gods We Really Are
  2. Once the War Was Fought
  3. Time's Twisting Line
  4. Divisive Measures
  5. Gods We Really Are Reprise